# Serixia subrobusta
Serixia subrobusta là một loài bọ cánh cứng trong họ Cerambycidae.